# Bundesstraße 5
De Bundesstraße 5 (ook wel B5} is een bundesstraße in de Duitse deelstaten Sleeswijk-Holstein, Hamburg, Mecklenburg-Voorpommeren, Brandenburg en Berlijn.
De weg begint bij Süderlügum en loopt langs de plaatsen Husum, Tönning, Heide, Brunsbüttel, Itzehoe, Hamburg, Geesthacht, Lauenburg, Ludwigslust, Perleberg, Nauen, Berlijn, Müncheberg en eindigt in Frankfurt. De weg is 553 kilometer lang.

## Routebeschrijving

### Sleeswijk-Holstein
De B5 begint op de Deense grens ten noorden van Süderlügum waar ze overgaat in de P111 naar Tønder. De weg loopt naar het zuiden en komt door Süderlügum, Braderup, Klixbüll waar de B199 aansluit, Niebüll, Risum-Lindholm, Stedesand, Sande, Bargum, Langenhorn, Mönkebüll, Stollberg, Bredstedt, Breklum, Struckum, Hattstedtermarsch, Hattstedt en Horstedt. De weg loopt nu langs Husum waar de B200 en  B201 aansluiten. De B5 loopt verder in zuidelijke richting Husum uit en heeft tussen afrit Friedrichstadt en afrit Tönning-Nordost een samenloop met de B202. Vanaf afrit Tönning-Nordost loopt de B5 in zuidelijke richting verder en kruist de rivier de Eider, passeert Lunden en Hemme met een rondweg en sluit bij afrit Heide-West A23 aan op de B203; samen lopen ze Heide in. In Heide buigt de B5 in zuidelijke richting af en kruist bij afrit Heide-Süd de A23. De weg loopt naar het zuidwesten door Hemmingstedt, Meldorf waar de B431 aansluit, samen lopen ze in oostelijke richting langs Marne, Brunsbüttel, kruisen het Noord-Oostzeekanaal naar afrit Sankt Margarethen, waar de B431 naar het zuiden afbuigt. De B5 loopt nu verder via de rondwegen langs Wilster en Bekdorf naar afrit Itzehoe-West waar ze aansluit op  de A23.
Vervanging
Tussen afrit Itzehoe-West A23 en afrit Hamburg-Stellingen A7 vervangen door de A23 en de A7. De A23 kruist de deelstaatgrens met Hamburg.

### Hamburg
Voortzetting
De B5 begint weer bij afrit Hamburg-Stellingen A7 en loopt samen met de B4 door Hamburg naar een kruising in Hamburg-Eimsbüttel, waar de B5 weer in oostelijke richting afbuigt en zowel  de rivier de Alster als het Eilbekkanaal kruist. De B5 loopt naar het stadsdeel Hamburg-Eilbek, waar de B75 aansluit, en verder door het stadsdeel Hamburg-Billstedt en kruist bij afrit Hamburg-Billstedt de A1. De weg loopt naar het zuidoosten en sluit op aan de A25 De A25 kruist de deelstaatgrens met Sleeswijk-Holstein

### Sleeswijk-Holstein
Voortzetting
Vanuit het oosten van Geesthacht loopt de B5 verder in zuidoostelijke richting,  verder door Schnakenbek en Lauenburg waar ze samenloopt met de B209. Ze kruist er het Elbe-Lübeckkanaal. Enkele kilometers ten oosten van Danneberg volgt de deelstaatgrens met Mecklenburg-Voorpommeren.

### Mecklenburg-Voorpommeren
De weg loopt verder langs Boizenburg waar ze de B195 kruist, Dersenow, Pritzier waar de B321 aansluit, Redefin,  en kruist de Berlin-Hamburger Bahn. De B5 loopt door de stad Ludwigslust waarna de B5 samen met de B191 bij afrit Grabow aansluit op de A14.
Vervanging
Tussen afrit Grabow en afrit Karstädt is de B5 vervangen door de A14. De A14 kruist ook de deelstaatgrens met Brandenburg.

### Brandenburg
Voortzetting
De B5 begint weer op de afrit Karstädt van de A14 en loopt in zuidoostelijke richting naar de rondweg van Perleberg, waar ze bij afrit Perleberg-Nordwest aansluit op de B189 en samen met de B189 in oostelijke richting loopt en bij afrit Perleberg-Nordost, waar ze weer afbuigt. De B5 loopt na een korte samenloop met de B107 langs Kyritz waar ze samenloopt met de B103 naar Wusterhausen, waar  de B102 en de B167 aansluiten. De weg loopt verder en kruist nogmaals de Berlin-Hamburger Bahn, loopt door Friesack waar de B188 aansluit. Ten zuidoosten van Friesack kruist ze het Große Havelländische Hauptkanal, loopt door Pessin, langs Nauen,  waar de B273 aansluit. De B5 loopt verder langs Brieselang en Wustermark, en kruist bij afrit Berlin-Spandau de A10. De wegkomt langs Dalgow en kruist de deelstaatgrens met Berlijn.

### Berlijn
De B5 loopt nu de stad Berlijn in, waar op een kruising in het stadsdeel Berlin-Wilhelmstadt de B2 aansluit. De B2 en de B5 lopen samen door Berlijn en kruisen zo de rivier de Havel en bij afrit Kaiserdamm de A100. De weg kruist verder naar het oosten het Landwehrkanaal; bij de rivier de Spree is er een samenloop met de B2 t- op de kruising aan de zuidoostkant van de Alexanderplatz, waar de B2 afsplitst en de B1 in zuidoostelijke richting meeloopt door de stad. Bij  afrit Berlin-Biesdorf sluit de B158 erop aan. De B1/B5 lopen samen de stad uit en kruisen ten oosten  van het stadsdeel Berlin-Mahlsdorf de deelstaatgrens met Brandenburg.

### Brandenburg
De B2 loopt verder door Dahlwitz-Hoppegarten, de stad Fredersdorf-Vogelsdorf en kruist bij afrit Berlin-Hellersdorf de A10, loopt door Rüdersdorf bei Berlin en komt op de rondweg van Müncheberg, waar ze in het zuidwesten van de stad de B168 kruist en ten zuiden van de stad op een kruising in zuidelijke richting afbuigt van de B1. De B5 loopt door Steinhöfel, Treplin en komt in de stad Frankfurt, waar een samenloop is met de B112, en waar de B87 aansluit. Hier slaat de B5 naar het oosten af en kruist de rivier de Oder die de grens met Polen vormt, ze sluit hier aan op dePoolse DK29 in het westen van de stad Słubice.

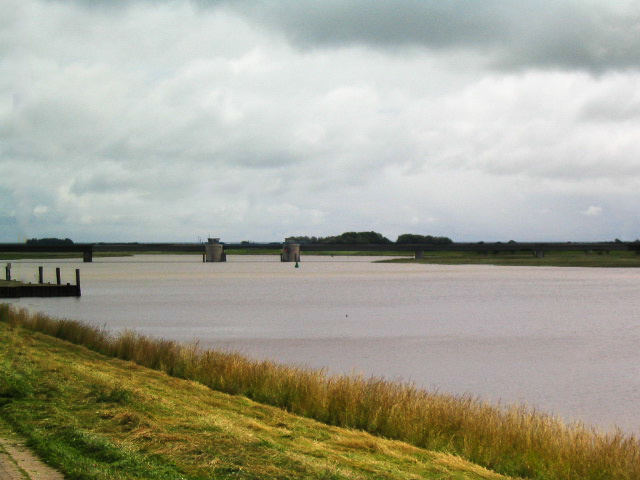
Brug over de Eider ter hoogte van Tönning

B1 · B3 · B3n · B4 · B5 · B6 · B6n · B27 · B51 · B61 · B64 · B65 · B68 · B69 · B70 · B71 · B72 · B73 · B74 · B74n · B75 · B79 · B80 · B82 · B83 · B188 · B190n · B191 · B195 · B207 · B209 · B210 · B211 · B212 · B213 · B214 · B215 · B216 · B217 · B218 · B238 · B239 · B240 · B241 · B242 · B243 · B243a · B244 · B245a · B247 · B248 · B322 · B401 · B402 · B403 · B404 · B408 · B431 · B433 · B434 · B435 · B436 · B437 · B438 · B439 · B440 · B441 · B442 · B443 · B444 · B445 · B446 · B447 · B461 · B475 · B482 · B490 · B493 · B494 · B495 · B496 · B497 · B524 · B530
B1 · B2 · B4 · B5 · B75 · B76 · B77 · B87 · B96 · B96a · B96b · B97 · B101 · B102 · B103 · B104 · B105 · B106 · B107 · B108 · B109 · B110 · B111 · B112 · B112n · B113 · B115 · B122 · B156 · B158 · B166 · B167 · B168 · B169 · B179 · B182 · B183 · B187 · B188 · B189 · B190n · B191 · B192 · B193 · B194 · B195 · B196 · B197 · B198 · B199 · B200 · B201 · B202 · B203 · B204 · B205 · B206 · B207 · B208 · B209 · B246 · B320 · B321 · B404 · B430 · B431 · B432 · B434 · B435 · B495 · B501 · B502 · B503